# Cattleya coccinea
Cattleya coccinea là một loài thực vật có hoa trong họ Lan. Loài này được Lindl. mô tả khoa học đầu tiên năm 1836.

## Hình ảnh

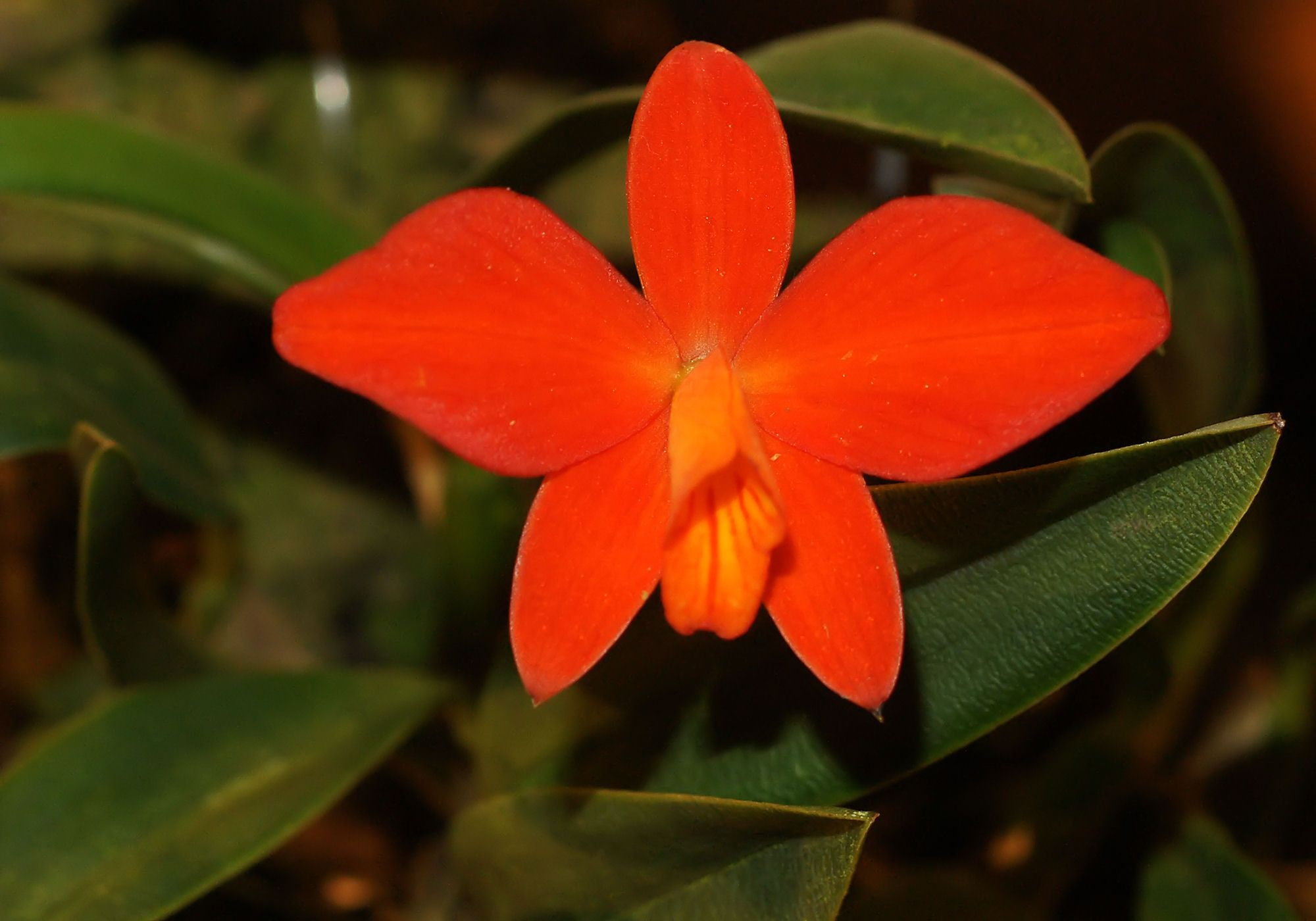
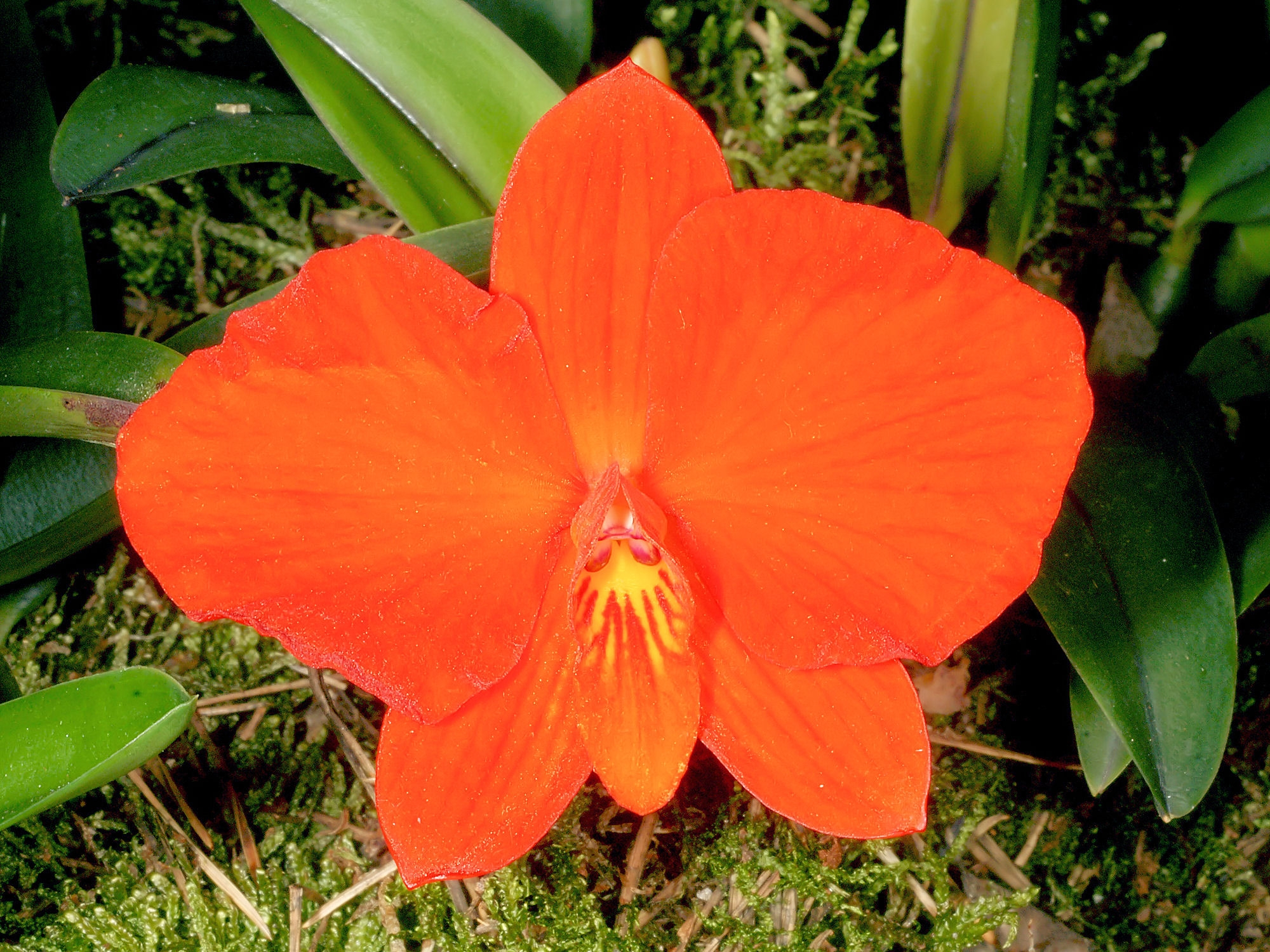
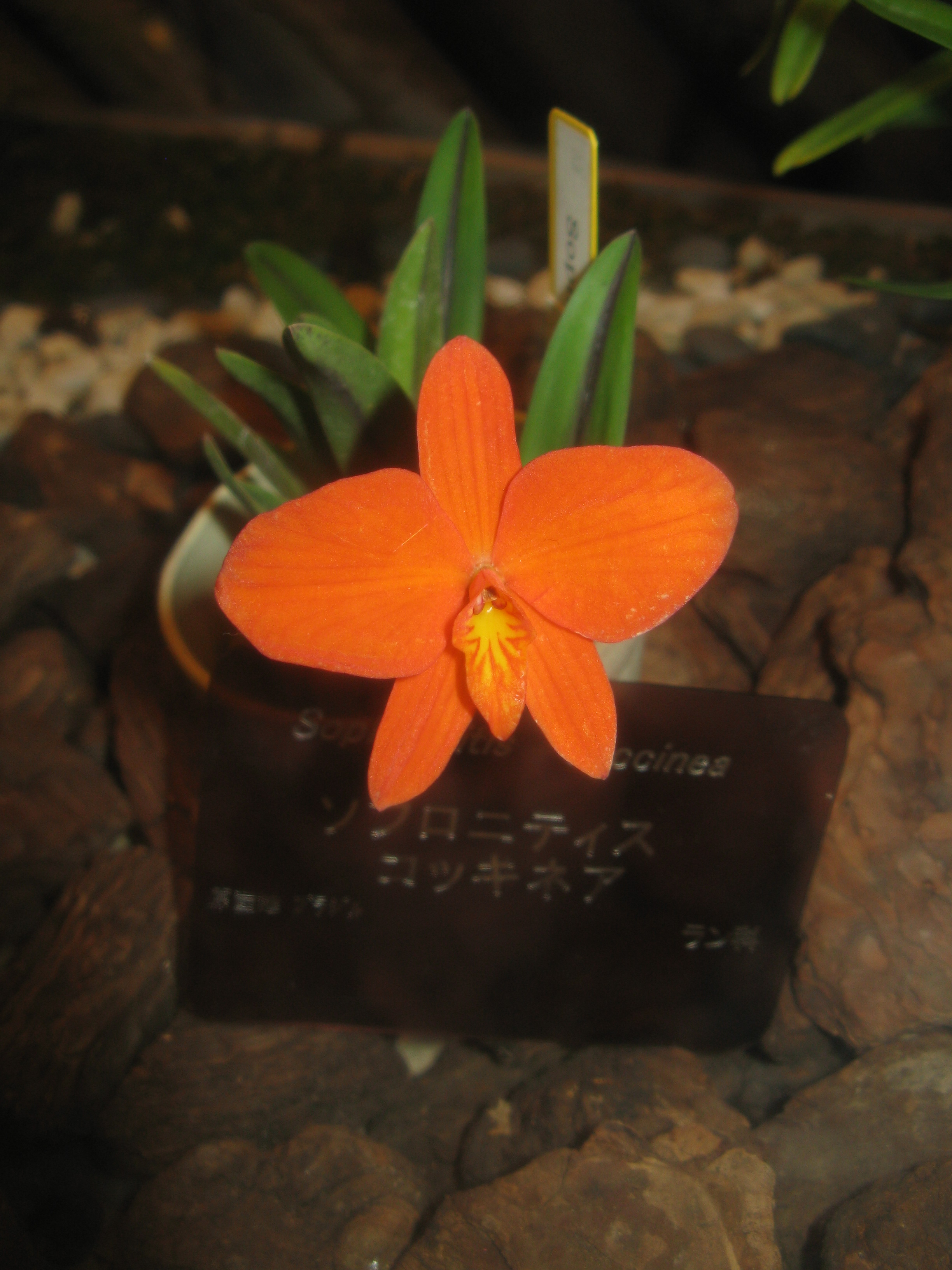
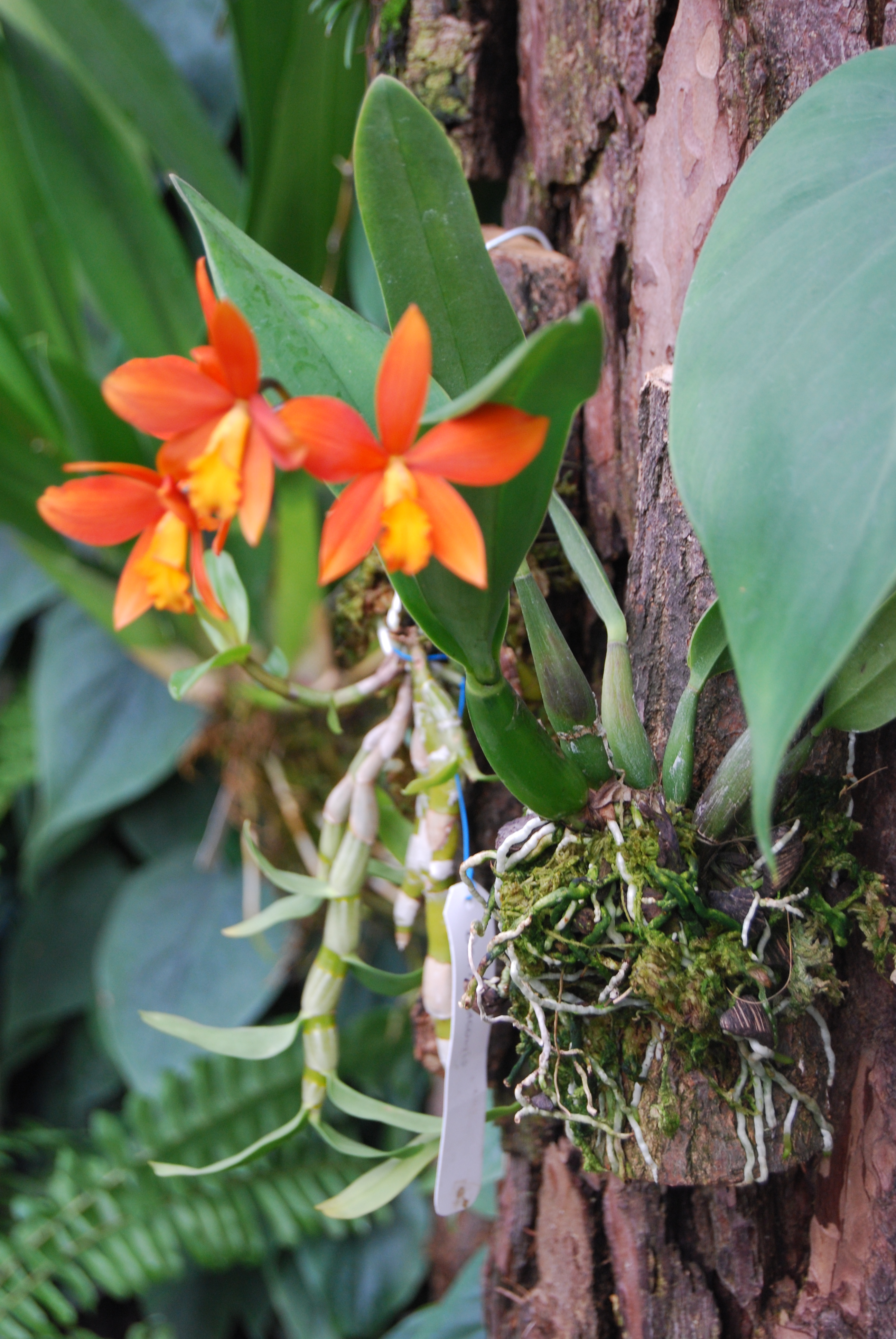